# Nowa Ruda
Nowa Ruda (Duits: Neurode) is een stad in het Poolse woiwodschap Neder-Silezië, gelegen in de powiat Kłodzki. De oppervlakte bedraagt 37,04 km², het inwonertal 24.697 (2005).

## Verkeer en vervoer
- Station Nowa Ruda

## Geboren in Nowa Ruda
- Joachim Friedrich Reinelt, Duits bisschop
- Grzegorz Rosoliński, wielrenner
- Paweł Szaniawski, wielrenner